# Gestion du carburant marin
 (octobre 2019).

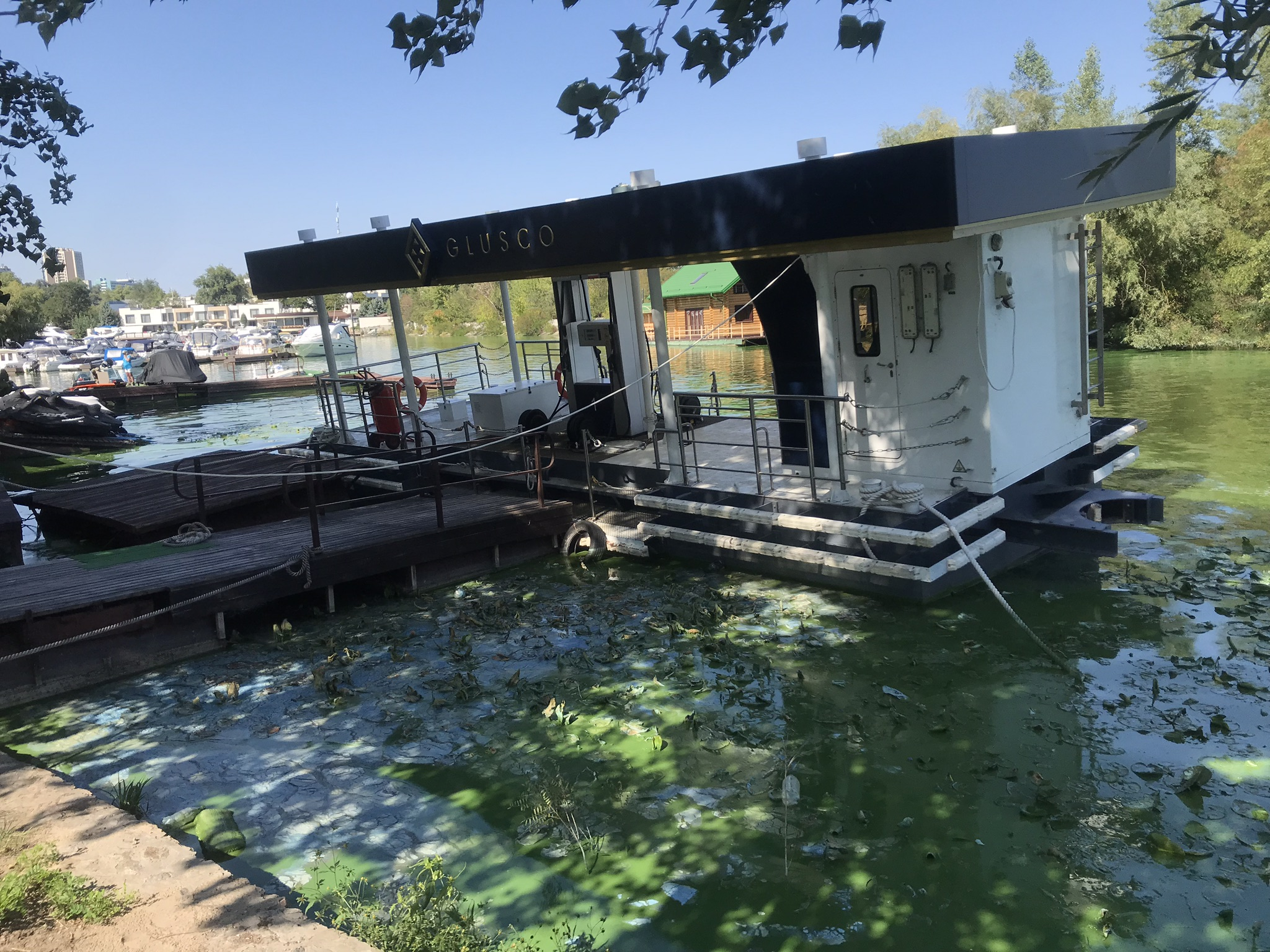
Station d'essence marine à l'hôtel Bartolomeo, Dnipro

Gestion du carburant marin est une approche à plusieurs niveaux pour mesurer, surveiller et consigner la consommation de carburant sur un bateau ou un navire, dans le but de réduire la consommation de carburant, d'accroître l'efficacité opérationnelle et d'améliorer la supervision de la gestion de la flotte. La gestion du carburant marin a gagné en importance en raison de la hausse des coûts du carburant marin et des pressions accrues des gouvernements pour réduire la pollution générée par la flotte mondiale.